# Cédric Mansaré
Cédric Mansaré (Le Mans, 18 ottobre 1985) è un cestista francese con cittadinanza guineana.

## Carriera
Con la Guinea ha disputato due edizioni dei Campionati africani (2017, 2021).